# Гор (фараон)
Гор — давньоєгипетський фараон з XIII династії.
Цілком імовірно, що саме йому належить піраміда в Дахшурі, виявлена 1894 року неподалік від піраміди Аменемхета III